# Vienna (Maine)
Vienna – miasto w Stanach Zjednoczonych, w stanie Maine, w hrabstwie Kennebec.